# Xã Point, Quận Posey, Indiana
Xã Point (tiếng Anh: Point Township) là một xã thuộc quận Posey, tiểu bang Indiana, Hoa Kỳ. Năm 2010, dân số của xã này là 381 người.